# Brandon Q. Morris
Œuvres principales
- Série Die Eismonde des Saturn

Brandon Q. Morris, pseudonyme de Matthias Matting, né le 26 août 1966 à Luckenwalde en Allemagne de l'Est, est un écrivain allemand de hard science-fiction. Il se décrit comme un "physicien qui écrit des histoires futuristes captivantes qui pourraient bien arriver un jour". Il a publié une petite cinquantaine de romans à compte d'auteur dont une partie est traduite en français, italien, espagnol et anglais.

## Œuvres

### SérieDie Eismonde des Saturn
1. La Mission Encelade, 2020 ((de) Enceladus, 2017)  (ISBN 9798650958758)
2. La Sonde Titan, 2020 ((de) Titan, 2018)  (ISBN 9798663239752)
3. La Rencontre de Io, 2020 ((de) Io, 2018)  (ISBN 9798596377798)
4. Retour sur Encelade, 2021 ((de) Enceladus: Die Rückkehr, 2018)  (ISBN 979-8482415894)
5. La Catastrophe de Jupiter, 2024 ((de) Jupiter, 2018), trad. Michel Gambier  (ISBN 979-8332707629)

### SérieProxima Centauri
1. L'Ascension de Proxima, 2022 ((de) Proxima Rising, 2022)  (ISBN 979-8354535408)
2. La Mort de Proxima, 2022 ((de) Proxima Dying, 2022)  (ISBN 979-8883364326)
3. Le Rêve de Proxima, 2023 ((de) Proxima Dreaming, 2022)  (ISBN 979-8883364869)

### Romans indépendants
- The Hole, 2019 ((de) The Hole, 2018)  (ISBN 979-8352382196)
- (de) Der Riss, 2018
- Silent Sun – Soleil Muet, 2022 ((de) Silent Sun, 2019)  (ISBN 979-8374631517)
- Les nuages de Vénus, 2023 ((de) Clouds of Venus, 2019)  (ISBN 979-8392448241)
- Le Fanal, 2023 ((de) Die Bake, 2021), trad. Michel Gambier  (ISBN 978-1667456881)
- Le désastre de Triton, 2024 ((de) Das Triton-Desaster, 2021)

## Compléments